# Vranjska
Vranjska es un pueblo de la municipalidad de Bosanska Krupa, en el cantón de Una-Sana, Bosnia y Herzegovina.

## Superficie
Posee una superficie de 16,97 kilómetros cuadrados.

## Demografía
Hasta 2013 la población era de 124 habitantes, con una densidad de población de 7,3 habitantes por kilómetro cuadrado.